# Kappa Crateris
Kappa Crateris (κ Crateris) là định danh Bayer cho một ngôi sao nằm trong chòm sao ở phương nam tên là Cự Tước. Với cấp sao biểu kiến là 5,94, nó rất mờ và hầu như là vô hình nếu nhìn bằng mắt thường. Tuy nhiên, cũng với mắt thường, ta có thể nhìn thấy nó trên bầu trời đen kịt ở vùng ngoại ô. Khoảng cách giữa nó và mặt trời của chúng ta được ước tính dựa trên giá trị thị sai đo được là 299 năm ánh sáng (giá trị thị sai là 14,27 mas).
Nó là một ngôi sao khổng lồ đã tiến hóa loại F với phân loại sao là F5/6 III. Sở dĩ F5/6 nghĩa là nó có được điểm nằm giữa F5 và F6. Tuổi của ngôi sao này được ước tính là 1,74 tỉ năm và đang tự quay quanh trục của nó với tốc độ 39 km/s. Kappa Crateris có khối lượng gấp 1,74 lần khối lượng mặt trời , tỏa ra năng lượng hay phát sáng gấp 17 lần khi so sánh với mặt trời. Nhiệt độ hiệu dụng nơi quang cầu của nó là 6545 Kelvin. Bên cạnh đó, độ kim loại (sự chênh lệch giữa nguyên tố hydro và heli so với các nguyên tố khác tại lõi của ngôi sao) là +0.15 ± 0.05 dex.
Ngoài ra, nó có một ngôi sao đồng hành với cấp sao biểu kiến là 13,0 nằm ở góc phân tách 24,6’ dọc theo vị trí góc 343° dựa trên các dữ liệu thu thập được từ năm 2000.

## Dữ liệu hiện tại
Theo như quan sát, đây là ngôi sao nằm trong chòm sao Cự Tước và dưới đây là một số dữ liệu khác:
Xích kinh 11h 27m 09.51622s
Độ nghiêng −12° 21′ 24.2934″
Cấp sao biểu kiến 5.94
Cấp sao tuyệt đối +3.08
Vận tốc hướng tâm 4.8 ± 0.9 km/s
Loại quang phổ F5/6 III
Giá trị thị sai 14.27 ± 0.41